# Closteromorpha modesta
Closteromorpha modesta là một loài bướm đêm trong họ Noctuidae.